# Samuel Johnson
Samuel Johnson, poznan tudi kot Dr Johnson, angleški pisatelj, pesnik, dramatik, esejist, moralist, literarni kritik, biograf, urednik in leksikograf, * 18. september 1709, Lichfield, Staffordshire, Anglija, † 13. december 1784, London, Anglija). 
Oxfordski nacionalni biografski slovar ga opisuje kot "verjetno najuglednejšega litarata v angleški zgodovini." Leta 1755 je obljavil obsežen Slovar angleškega knjižnega jezika, ki velja za prvi moderni slovar tega jezika.

## Zgodnje življenje in izobrazba
Samuel Johnson se je rodil v Lichfieldu, v grofiji Staffordshire, 18. septembra 1709, materi Sarah in očetu Michaelu, ki je bil prodajalec knjig. Po rojstvu Samuelovega brata Nathaniela njun oče ni več mogel poravnati dolgov in družina ni mogla obdržati normalnega standarda življenja.
Johnson je že kot otrok kazal znake inteligence. Izobraževati se je začel že pri treh letih, s strani njegove matere, ko se je moral na pamet naučiti odlomke iz anglikanskega molitvenika Book of common prayers. Ko je imel Samuel štiri leta, je začel obiskovati bližnjo šolo, pri šestih letih pa so ga poslali k upokojenemu čevljarju, da nadaljuje svoje šolanje. Eno leto kasneje je šel v Lichfield Grammar School, kjer je izpopolnil svoje znanje latinščine. V šoli je bil zelo uspešen in napredoval v višjo šolo pri devetih letih. Pri šestnajstih letih je Johnson šest mesecev živel pri bratrancu v predmestju Pedmore, nato se je vrnil nazaj v Lichfield. Toda ravnatelj šole Lichfield Grammar School mu zaradi predolgega izostanka ni dovolil ponovnega vpisa v šolo, zato se je vpisal v King Edward VI Grammar School. Preselil se je nazaj k bratrancu. Tudi to šolo je obiskoval le šest mesecev, nato pa se je vrnil v rojstni kraj.
Ker njegov oče ni mogel plačevati dolgov, mu je Johnson začel pomagati v knjigarni. Družina je živela v revščini do smrti mamine bratranke Elizabeth Harriotts, ki je družini zapustila dovolj denarja, da se je Samuel lahko vpisal na Pembroke College v Oxfordu. Učitelj ga je nekoč prosil, naj kot božično vajo pripravi latinski prevod Mesije Alexandra Popea. Čeprav mu je pesem prinesla pohvalo, mu ni prinesla denarja, ki ga je potreboval. Pesem je bila pozneje objavljena v Miscellany of Poems, kar je njegovo prvo objavljeno delo. Po trinajstih mesecih je pomanjkanje sredstev Johnsona prisililo, da je zapustil Oxford brez diplome in se vrnil v Lichfield. Univerza v Oxfordu pa mu je tik pred objavo njegovega Slovarja leta 1755 podelila diplomo magistra umetnosti. Častni doktorat mu je leta 1765 podelil Trinity college Dublin, leta 1775 pa še Univerza v Oxfordu.

## Zgodnja kariera
Med letoma 1729 in 1731 je o Johnsonovem življenju malu znanega. Verjetno je živel s starši. Nikjer ni mogel dobiti dela, saj ni imel diplome. Okrog leta 1730 je Johnsonov oče zbolel za "vnetno vročino", zaradi katere je decembra 1731 umrl. Johnson se je sčasoma zaposlil kot podčastnik v šoli v Marketu Bosworth, ki mu je dovolila, da je poučeval brez diplome. Po prepiru z ravnateljem je šolo zapustil in se vrnil domov. Še naprej je iskal zaposlitev v šoli v Lichfieldu. Veliko časa je preživljal z Edmundom Hectorjem, s katerim sta prevedla poročilo portugalskega misjonarja Jerónima Loba O Abesincih. Johnson je prebral francoske prevode Abbea Joachima Le Granda in menil, da je lahko krajša različica "koristna in donosna". Johnsonovo Potovanje v Abesinijo je bilo objavljeno leto kasneje. V Lichfield se je vrnil februarja 1734 in začel izdajati Polizianove pesmi, a je pomanjkanje sredstev projekt ustavilo.
9. julija 1735 se je poročil z Elizabeth Porter, ki je bila vdova Samuelovega prijatelja. Johnson je s spodbudo prijatelja Walmisleyja sklenil, da je lahko uspešen učitelj, če vodi svojo šolo. Jeseni 1735 je odprl šolo Edial Hall kot zasebno akademijo v Edialu v bližini Lichfielda. Imel je le tri učence. Podvig je bil neuspešen in Elizabeth je izgubila znaten del svojega bogastva. Namesto da bi poskušal nadaljevati neuspešno šolo, je začel pisati svoje prvo večje delo, zgodovinsko tragedijo Irene. Johnson je 2. marca 1737 odšel v London z nekdanjim učencem Davidom Garrickom. Oktobra je v London pripeljal še svojo ženo in se zaposlil kot pisatelj pri reviji The Gentleman's Magazine. Njegove naloge za revijo in druge založnike v tem času so bile "skoraj neprimerljive po obsegu in raznolikosti" in "tako številne, tako raznolike in razpršene", da sam Johnson ni mogel narediti popolnega seznama. Ime Columbia, poetično ime za Ameriko, ki ga je skoval Johnson, se prvič pojavi v tedenski objavi razprav britanskega parlamenta v reviji The Gentleman's Magazine iz leta 1738. Maja 1738 je anonimno izšlo njegovo prvo večje delo, pesem London. Johnson se ni mogel sprijazniti s tem, da mu pesem ni prinesla zaslug. Leta 1744 je napisal delo z naslovom Life of the poet Richard Savage, v katerem je opisal življenje svojega prijatelja, s katerim je preživel večino časa med leti 1737 in 1743.

## Slovar angleškega knjižnega jezika
Leta 1755 je Samuel izdal Slovar angleškega knjižnega jezika (Johnsonov slovar). Slovar je nastal predvsem zaradi nezadovoljstva s slovarji tistega časa. Dokončal ga je v sedmih letih. Samuelov slovar je veljal za najbolj uglednega in pravilnega kar 173 let, do izdaje Oxfordskega slovarja.

## Kasnejša kariera
Johnson je začel leta 1756 izdajati Universal Review ali The Literary Magazine. Ko se je začela sedemletna vojna, je v članke vključeval tudi svoje poglede na vojno, zaradi česar so začela nastajati filozofska nesoglasja o samem namenu revije. 8. junija 1756 je Johnson objavil svoje predloge za tiskanje zbranih dramskih del Williama Shakespearea (Dramatic Works of William Shakespeare), v katerih je trdil, da so prejšnje izdaje nepravilno urejene oziroma pomanjkljive. Svoje delo o Shakespearu je nameraval dokončati do marca 1758, a so ga februarja zaradi neporavnanih dolgov aretirali. Dolg je poplačal knjigarnar Jacob Tonson, ki je s Samuelom sklenil pogodbo, da bo delo izdal on. Samuel ga je končal čez sedem let.
Leta 1558 je začel Johnson pisati tedensko serijo The Idler, ki je izhajala od 15. aprila 1758 do 5. aprila 1760. Serija je izhajala v časopisu The Universal Chronicle. 19. aprila 1759 je objavil filozofsko novelo Rasselas. 16. maja 1763 je prvič srečal 22-letnega Jamesa Boswella, ki je kasneje postal njegov prvi glavni biograf. Spomladi 1763 je Samuel ustanovil družbo "Club", družbeno skupino, ki je vključevala njegove prijatelje Reynoldsa, Burka, Garricka, Goldsmitha in druge. Enajst let po prvem srečanju z Boswellom se je odločil obiskati svojega prijatelja na Škotskem in začeti pisati delo z naslovom A Journey to the Western Islands of Scotland. Delo je bilo namenjeno razpravljanju o družbenih težavah in boju. Boswellov opis njihovega potovanja, The Journal of Tour to the Hebrides je bil predhodni korak k njegovi poznejši biografiji Life of Samuel Johnson.

## Zadnja dela
Leta 1777 so Tom Davies, William Strahan in Thomas Cadell Johnsona prosili, naj ustvari zadnje večje delo po naslovu Lives of the English Poets. Delo je bilo končano marca 1781 in celotna zbirka je bila objavljena v šestih zvezkih.
Johnson tega uspeha ni mogel uživati, ker je 4. aprila 1781 umrl Henry Thrale, dragi prijatelj, s katerim je živel. Po vrnitvi domov je Samuel prejel sporočilo, da je 17. januarja 1782 umrl njegov prijatelj in najemnik Robert Levet. Johnsona je njegova smrt pretresla, saj je ta od leta 1762 prebival v Johnsonovem domu v Londonu. Kmalu zatem se je Samuel prehladil, ker se je razvilo v bronhitis in trajalo več mesecev. Njegovo zdravje je bilo dodatno zapleteno zaradi smrti prijateljev.

## Zadnja leta
Čeprav si je Samuel od bolezni opomogel do avgusta, je doživel čustvene travme, ko mu je bilo rečeno, da bo Hester Thrale prodal rezidenco, ki jo je delil z družino. Mesece pozneje, 6. oktobra 1782, je šel zadnjič v življenju v cerkev, kjer je napisal molitev za družino Thrale. Hester Thrale Johnsona ni popolnoma zapustil. Prosil ga je, naj spremlja družino na potovanju v Brighton. Privolil je in bil z njimi od 7. oktobra do 20. novembra 1782. Po vrnitvi mu je zdravje začelo pešati. Junija 1783 je zaradi Johnsonove slabe cirkulacije prišlo do možganske kapi in izgubil je sposobnost govora. Na pomoč sta mu priskočila dva zdravnika in dva dneva pozneje je ponovno pridobil sposobnost govora.
V tem času je bil že zelo bolan. Imel je operacijo protina, njegovi preostali prijatelji, vključno z romanopisko Fanny Burney pa so mu prišli delat družbo. V svoji sobi je bil zaprt od 14. decembra 1783 do 21. aprila 1784. Njegovo zdravje se je do maja 1784 izboljšalo, zato je 5. maja 1783 z Boswellom odpotoval v Oxford. Boswell je odšel na Škotsko, Johnson pa je izrazil željo, da bi umrl v Londonu, zato je tja prispel 16. novembra 1784. Kmalu se je odpravil v Islington. Njegovi zadnji trenutki so bili polni duševnih muk in blodenj. Ko ga je obiskal zdravnik Thomas Warren in ga vprašal, če se počuti bolje, je Johnson počil. Ne, gospod; ne morete si zamisliti, s kakšnim pospeševanjem napredujem proti smrti.
13. decembra 1784 je padel v komo in umrl ob 19.00 uri. Imel je Tourettov sindrom, ki pa je bil diagnosticiran šele po njegovi smrti.

## Dela:

### Eseji, letaki, publikacije, pridige
- Birmingham Journal (1732–33)
- The Rambler (1750–52)
- The Literary Magazine, or Universal Review (1756)
- The Idler (1758–60)
- Thoughts on the Late Transactions Respecting Falkland's Islands (1771)
- A Journey to the Western Islands of Scotland (1775)
- The Beauties of Johnson (1781)

## Poezija
- Messiah, a translation into Latin of Alexander Pope's Messiah (1728)
- London (1738)
- Prologue at the Opening of the Theatre in Drury Lane (1747)

## Tragedija
- Irene

## Biografije, kritike
- A Voyage to Abyssinia, by Jerome Lobo, translated from the French (1735)
- Life of Mr Richard Savage (1744)

## Predlogi za tiskanje
- Preface to the Plays of William Shakespeare (1765)

## Slovar
- A Dictionary of the English Language (1755)

## Novele
- The History of Rasselas, Prince of Abissinia (1759)

## Prevodi v slovenščino
Nobeno od Johnsonovih del ni bilo prevedeno v slovenščino oziroma o morebitnih prevodih ni podatkov. Znan je le prevod dela Samuel Johnson je ogorčen avtorice Lydie Davis, ki ga je v slovenščino prevedel Jernej Županič.